# أسلحة الكتف

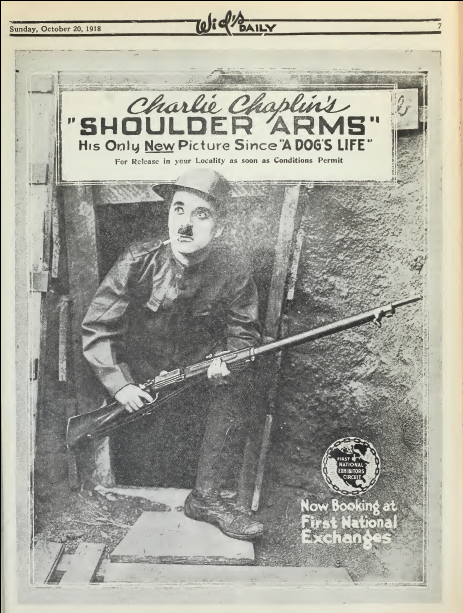
ملصق دعائي للفيلم

أسلحة الكتف (بالإنجليزية: Shoulder Arms)، يعرف أيضا باسم (تشارلي جندي)، وهو فيلم كوميدي أمريكي صامت من عام 1918 بطولة تشارلي تشابلن، إدنا بيرفيانس وسيدني تشابلن شقيق تشارلي، الفيلم مدته 36 دقيقة وهو أقصر فيلم طويل لتشابلن. تم إنتاجه في استوديو فيرست ناشيونال فيلم. تدور أحداثه في فرنسا خلال الحرب العالمية الأولى.

## طاقم التمثيل
- تشارلي تشابلن - تشارلي، جندي من المشاة
- إدنا بيرفيانس - فتاة فرنسية
- سيدني تشابلن - الرقيب، رفيق تشارلي / قيصر
- جاك ويلسون - ولي العهد الألماني
- هنري بيرغمان - الرقيب الألماني السمين / المشير فون هيندنبرغ / نادل
- ألبرت أوستن - ضابط أمريكي / الجندب الألماني كلين شافن / الجندي الألماني الملتحي
- توم ويلسون - الألماني الأبكم قاطع الخشب
- جون راند - جندي أمريكي
- جي باركس جونز - جندي أمريكي ( بارك جونز)
- لويال وندروود - ضابط ألماني صغير
- دبليو جي ألين - راكب دراجة بخارية
- إل اي بليسديل - راكب دراجة بخارية
- ويلينغتون كروس - راكب دراجة بخارية
- سي إل ديك - راكب دراجة بخارية
- جي اي غودفري - راكب دراجة بخارية
- دبليو هيرون - راكب دراجة بخارية

## وصلات خارجية
- أسلحة الكتف على موقع IMDb (الإنجليزية)
- أسلحة الكتف على موقع روتن توميتوز (الإنجليزية)
- أسلحة الكتف على موقع ألو سيني (الفرنسية)
- أسلحة الكتف على موقع أول موفي (الإنجليزية)
- أسلحة الكتف على موقع فيلمافينيتي (الإسبانية)
- أسلحة الكتف على موقع قاعدة بيانات الفيلم (الإنجليزية)
- أسلحة الكتف على موقع ليتربوكسد (الإنجليزية)
- أسلحة الكتف على موقع كينوبويسك (الروسية)
- Shoulder Arms on يوتيوب
- أسلحة الكتف متوفر للتحميل المجاني على أرشيف الإنترنت
- Shoulder Arms review at Charlie-Chaplin